# Моршин (станція)
Мо́ршин (до 1965 року — Моршин-Здрой) — проміжна залізнична станція Львівської дирекції Львівської залізниці на лінії Стрий — Івано-Франківськ між станціями Стрий (15 км) та Болехів (10 км). Розташована в місті Моршин Стрийського району Львівської області.

## Історія

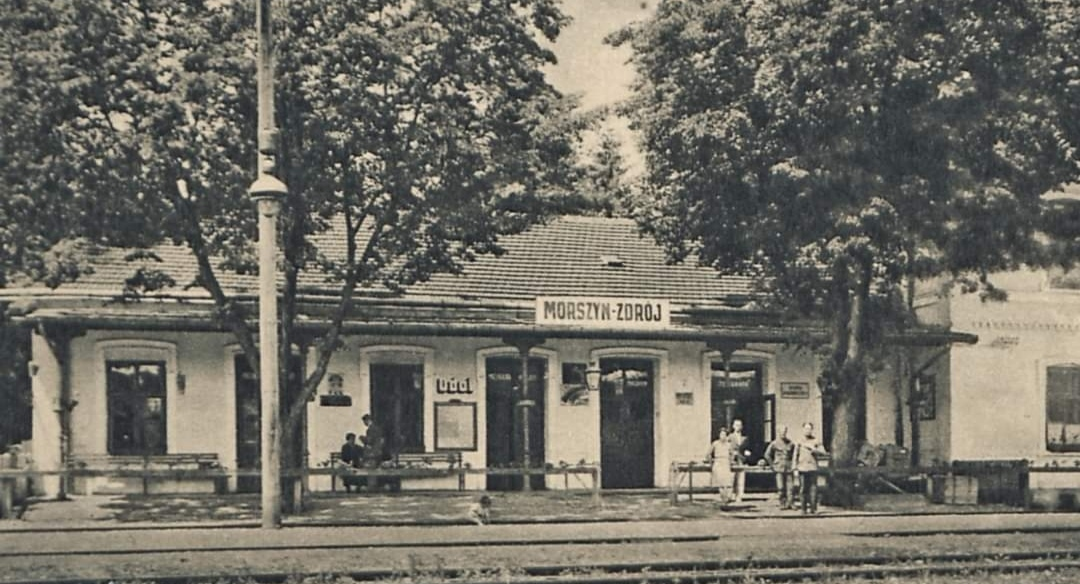
Вокзал станції Моршин-Здрой (1880-ті)

Станція відкрита 1 січня 1875 року в складі залізничної лінії Стрий — Станиславів під первинною назвою — Моршин-Здрой. Сучасна назва — з 1965 року.
У 1969 році станція електрифікована постійним струмом (=3 кВ) в складі дільниці Стрий — Моршин (завдовжки 14,4 км). На станції закінчується електрифікація, за Моршином — неелектрифікована лінія у напрямку Івано-Франківська.

## Пасажирське сполучення
Приміське сполучення
Через станцію Моршин прямують приміські дизель-поїзди сполученням Стрий — Івано-Франківськ.
З приміських поїздів, які прямують до Стрия, є можливість здійснити узгоджену пересадку на приміські електропоїзди у напрямку Львова, Самбора, Трускавця, Лавочного та Мукачево. Також зі станції Стрий курсують пасажирські поїзди далекого сполучення до Києва, Вінниці, Запоріжжя, Дніпра, Львова, Одеси, Полтави, Тернополя, Ужгорода, Харкова, Хмельницького тощо.
Далеке сполучення
З 1 липня 2021 року «Укрзалізниця» змінила маршрут руху нічного швидкого поїзда «Стефанія Експрес» № 43/44 через станції Моршин, Стрий, що дало змогу прямого залізничного сполучення між Івано-Франківськом та Черніговом. З 10 червня 2023 року поїзду знову змінено маршрут руху від станції Київ-Пасажирський до станції Черкаси.
З 29 травня 2021 року на станції зупинявся регіональний поїзд «Прикарпатський експрес» сполученням Івано-Франківськ — Ківерці складом ДПКр-3-001. З 18 серпня 2021 року подовжено маршрут руху поїзда до станції Коломия (наразі скасований). Проте з 15 жовтня 2023 року призначено дві пари регіональних поїздів сполученням Коломия — Рава-Руська, що надало щоденному залізничному сполученню Львівщини та Івано-Франківщини з Польщею: на маршруті курсують українські інклюзивні дизель-поїзди ДПКр-3.

## Галерея

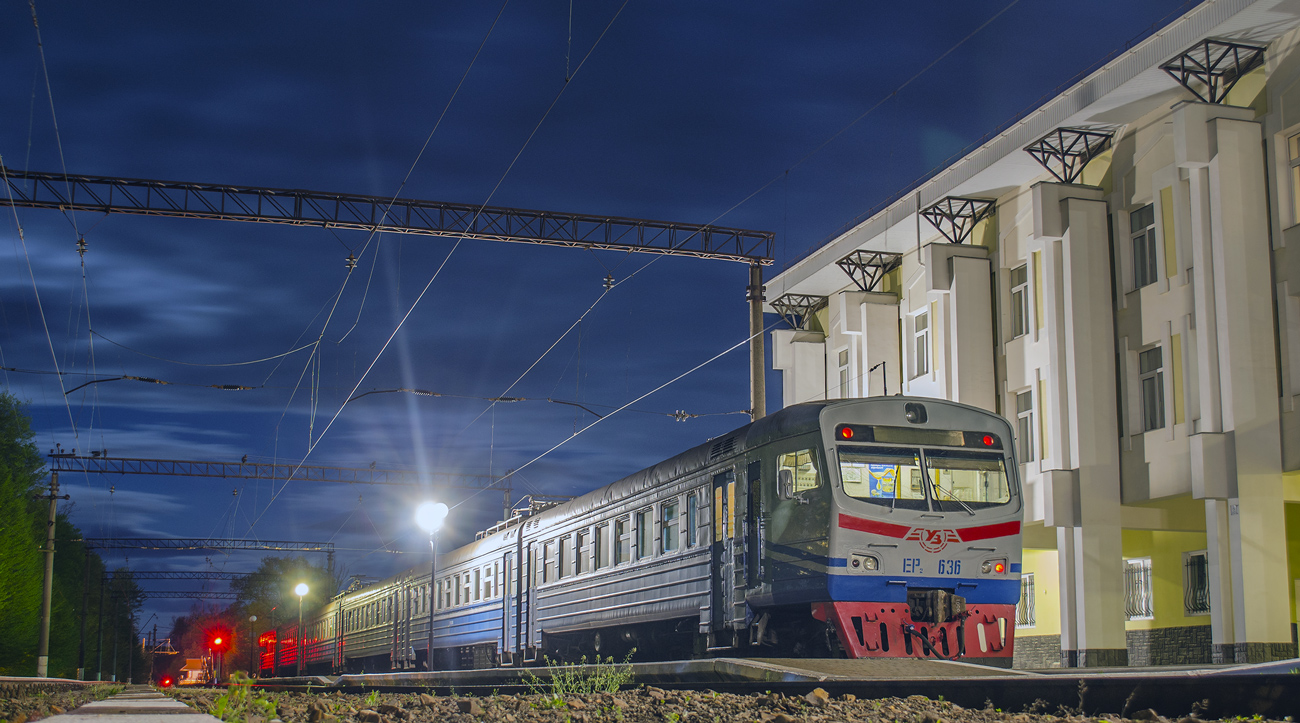
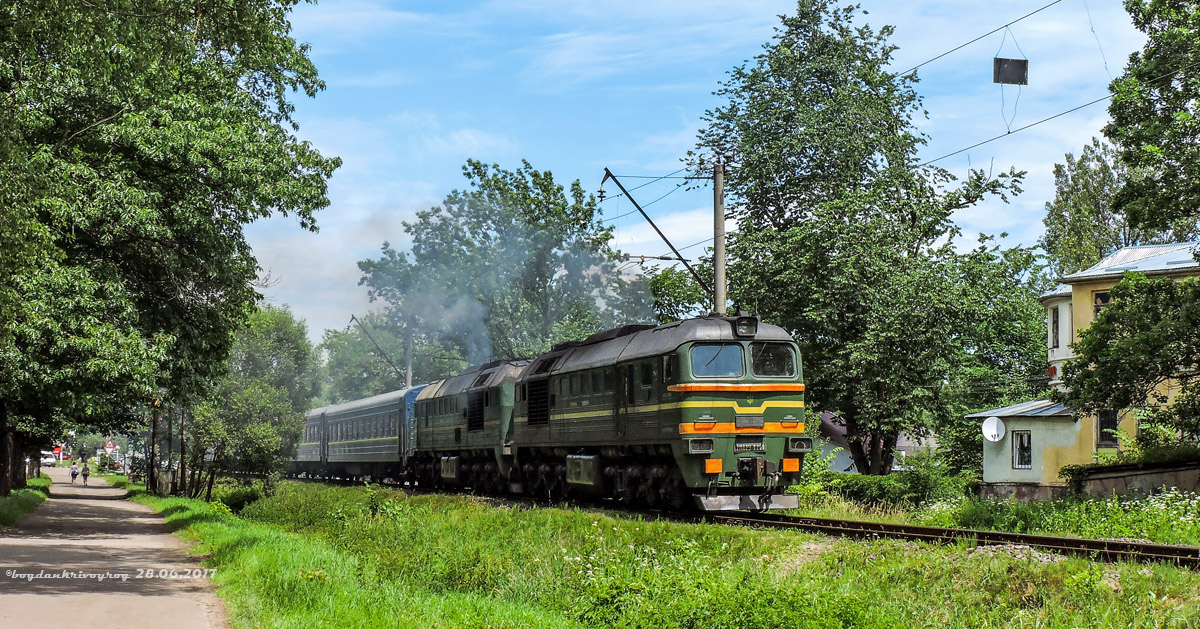